# کنتسلین
کنتسلین (به آلمانی: Kentzlin) یک شهر در آلمان است که در Mecklenburgische Seenplatte District واقع شده‌است. کنتسلین  ۲۴۹ نفر جمعیت دارد.